# ريم المصري
ريم المصري ممثلة مصرية شابة درست التمثيل والإخراج في المعهد العالي للفنون المسرحية (مصر). توجت بالمركز الثاني لعرض الوحوش الزجاجية (مسرحية) ومنها جائزة أفضل ممثلة صاعدة في المهرجان القومي للمسرح المصري عام2021، وبدأت حياتها الفنية في الدراما التلفزيونية منذ عام 2017 من خلال مسلسل يوميات زوجة مفروسة أوي (مسلسل) الجزء الثالث حتى مسلسل الطاووس (مسلسل) التي قامت فيه بدور(سارة).

## المسلسلات
- يوميات زوجة مفروسة أوي (مسلسل)
- أنا شهيرة أنا الخائن (مسلسل)
- فلانتينو (مسلسل)
- زي القمر(مسلسل)
- الطاووس (مسلسل)[6]
- دوبامين
- صيد العقارب

### البرامج
- سطوح عم صلاح (برنامج)
- أمين وشركاه (برنامج)